# Kredarica
Kredarica je planinski vrh u Julijskim Alpama u Sloveniji. Nalazi se na 2541 metru nadmorske visine. U blizini se nalazi i Triglav (2864 m), najviši vrh Julijskih Alpa i Slovenije.
U podnožju Kredarice, na hrptu između Rjavine i Triglava, na 2515 metara nalazi se planinarski Triglavski dom. To je najviši planinarski dom u Sloveniji. Prvi dom odnosno planinarska koliba na Kredarici izgrađen je 1895. godine po ideji Jakoba Aljaža, župnik iz Dovja. Koliba je svečano otvorena 10. kolovoza iste godine. Uz dom se nalazi kapela posvećena Gospi Snježnoj. 
Nešto niže se nalazi najviša slovenska meteorološka postaja koja je otvorena 1954. godine. Smještena je na 2514 metara nadmorske visine (zemljopisne koordinate: 46° 22' 46" sjeverne zemljopisne širine, 13° 51' 14" istočne zemljopisne dužine). Mjerenja i osmatranja obavljaju stručni meteorološki promatrači. U prošlosti, ali i danas, meteorološka je postaja na Kredarici iznimno važna za praćenje klimatskih promjena u visokim planinama i višim slojevima atmosfere. Također, značajna je i zbog praćenja stanja Triglavskog ledenjaka koji se nalazi u blizini. Najviša visina snijega od sedam metara izmjerena je 22. travnja 2001. Najviša temperatura na Kredaricai izmjerena je 27. srpnja 1983. i iznosila je 21,6 °C, a najniža 7. siječnja 1985. kada je bilo -28,3 °C.

## Vanjske poveznice
- Triglavski dom na Kredarici, 2515 m  Arhivirana inačica izvorne stranice od 8. studenoga 2016. (Wayback Machine) na službenim stranicama Planinarskog društva Ljubljana-Matica (slov.)